# Jean Zoungrana
Pour les articles homonymes, voir Zoungrana (homonymie).
Jean Zoungrana est une personnalité sportive française active dans la discipline du canoë-kayak. Il est président de la Fédération française de canoë-kayak de décembre 2016 à décembre 2024, et président de l'Association européenne de canoë à partir de 2023.

## Biographie
Jean Zoungrana commence la pratique du canoë-kayak en 1968 à Guingamp, et est alors membre de l'équipe de France juniors de descente. Il obtient une agréation en STAPS à l'Université Rennes II, puis y enseigne au campus Mazier à Saint-Brieuc. Il s'engage dans le fonctionnement institutionnel du canoë-kayak local en prenant la tête du comité de Bretagne en 2012.
Il est élu à la tête de la Fédération française de canoë-kayak en décembre 2016, puis réélu en décembre 2020 pour un second mandat. Sa gestion de la fédération fait l'objet de critiques, notamment sur les questions organisationnelles et financières,.
Il est élu président de l'Association européenne de canoë en 2023.